# 恆星質量
恆星質量是天文學家用來描述恆星的質量時所用的一個名詞，它通常是以太陽質量來列舉其它恆星與太陽的質量比較。例如天狼星質量大約是2.02太陽質量。恆星的質量會隨著恆星演化而不停的改變，因為恆星風的吹送或脈動的行為而拋出質量，或是從伴星獲得而增加質量。

## 性質
恆星通常是依據它們在演化過程中，當核融合的生命期結束時留存的質量來分類。質量少於0.5太陽質量的非常低質量恆星，不會進入漸近巨星分支 (AGB) 而會直接演化成白矮星。質量在1.8-2.2太陽質量 (獨立的結構) 的低質量恆星，會進入AGB並在那兒發展出簡併的氦核。中等質量經歷氦融合和發展出簡併的碳-氧核。大質量恆星的質量至少是7-10太陽質量，但也可能只有5-6太陽質量。這些恆星經歷碳融合，它們的生命將在核心塌縮的超新星爆炸下結束。這種恆星塌縮的結果會形成恆星質量黑洞等級的黑洞。
恆星的質量和半徑的組合，決定了恆星的表面重力。巨星的表面重力比主序星低很多，而簡併是相反的情況，像白矮星就是緻密天體。表面重力會影響恆星的光譜，強重力會造成吸收譜線的擴散。

## 範圍
已知質量最大的恆星之一是海山二，質量大約是太陽質量的100-150倍；它的壽命很短，大概最多只有數百萬年。對圓拱星團的研究認為在現今宇宙時代的恆星質量上限大約是150个太陽質量。這個限制的原因還不是很清楚，但這有一部分是因為愛丁頓光度，它定義了恆星在不將質量拋射至太空的狀態下，能穿越恆星大氣層的最大光度。然而，一顆在RMC 136a星團被稱為R136a1的恆星，被測量出質量為265个太陽質量，使這個限制出了問題。一個研究確認了R136的質量超過了150个太陽質量，可以經由大質量恆星的密接聯星系統碰撞和合併，提供一種方法迴避150个太陽質量的限制。
大爆炸之後誕生的第一批恆星質量可能都比較大，由於完全沒有比鋰更重的元素存在，可以達到300个太陽質量或者更大。這一代超大質量恆星，即第三星族星早已因极短的寿命而尽数滅絕。因此在如今的宇宙中，其存在本身也只是理論。
質量只有木星質量93倍的劍魚座AB C，劍魚座AB A的伴星，是以知的恆星中，能在核心進行核融合反應的質量最低的恆星。理論上，與太陽有相似金屬量的恆星，能進行核融合反應的最低質量是75倍木星質量。 最近的研究認為，當金屬量很低時，恆星能進行核融合的質量是8.3%太陽質量，或是87倍木星質量。更小的天體稱為棕矮星，它們介於恆星和氣體巨行星之間的过渡地帶。

## 變化
目前，太陽正經由電磁能量的輻射損失質量，和經由太陽風拋射出物質。它每年大約排出 (2–3)×10-14 太陽質量 (M☉)。當太陽進入紅巨星階段時，損失的速率會增加，當他到達紅巨星分支頂端時會爬升到 (7–9)×10−14 M☉ y−1。在漸近巨星分支時上升至10−6 M☉ y−1，當太陽演化成行星狀星雲時會達到最大速率的10−5 to 10−4 M☉ y−1。當太陽成為簡併態的白矮星時，它將已經失去初始質量的46%。